# Naturdenkmal Doline (2.2.2.2)
Das Naturdenkmal Doline (2.2.2.2) mit einer Größe von 0,13 ha liegt ungefähr 1,7 südlich von Bleiwäsche. Das Naturdenkmal (ND) befindet sich im Stadtgebiet von Brilon. Das Gebiet wurde 2001 mit dem Landschaftsplan Hoppecketal durch den Kreistag des Hochsauerlandkreises als Naturdenkmal (ND) ausgewiesen. Das Naturdenkmal ist umgeben vom Landschaftsschutzgebiet Fauler Bruch / Hemmeker Bruch. Nördlich des ND befindet sich in 1 km Entfernung das Naturdenkmal Doline (2.2.2.1) und südlich in 100 m Entfernung das Naturdenkmal Schwagloch (2.2.2.3). Das ND ist umgeben vom Landschaftsschutzgebiet Fauler Bruch / Hemmeker Bruch.
Das ND Doline (2.2.2.2) gehört zu den fünf Naturdenkmälern im Landschaftsplan Hoppecketal, welche als Karsterscheinungen festgesetzt wurden. Dabei handelt es sich um drei Schwalglöcher und zwei Dolinen.

## Beschreibung
Die Doline (2.2.2.2) befindet sich mitten in landwirtschaftlichen Flächen. Die direkte Umgebung wird als Grünland genutzt. In der Doline versickert ein kleines Gewässer. Die Böschungen des ND sind gehölzbestanden.